# 森八
株式会社森八（もりはち）は、石川県金沢市に本社を置く日本の和菓子メーカー。日本三大銘菓のひとつである「長生殿」の製造、販売をおこなっている。
藩政時代から続く和菓子の老舗として有名である。

## 沿革
- 1625年（寛永2年） 創業。3代目店主森下八左衛門の時代に、当時の加賀藩主前田利常の創意と小堀政一（遠州）の命名より「長生殿」が誕生する。
- 1869年（明治2年） 「森八」と改称する。
- 1911年（明治44年）10月12日[4] 森八合名会社を設立。
- 1967年（昭和42年）10月1日 株式会社森八に改組。

## 主な商品

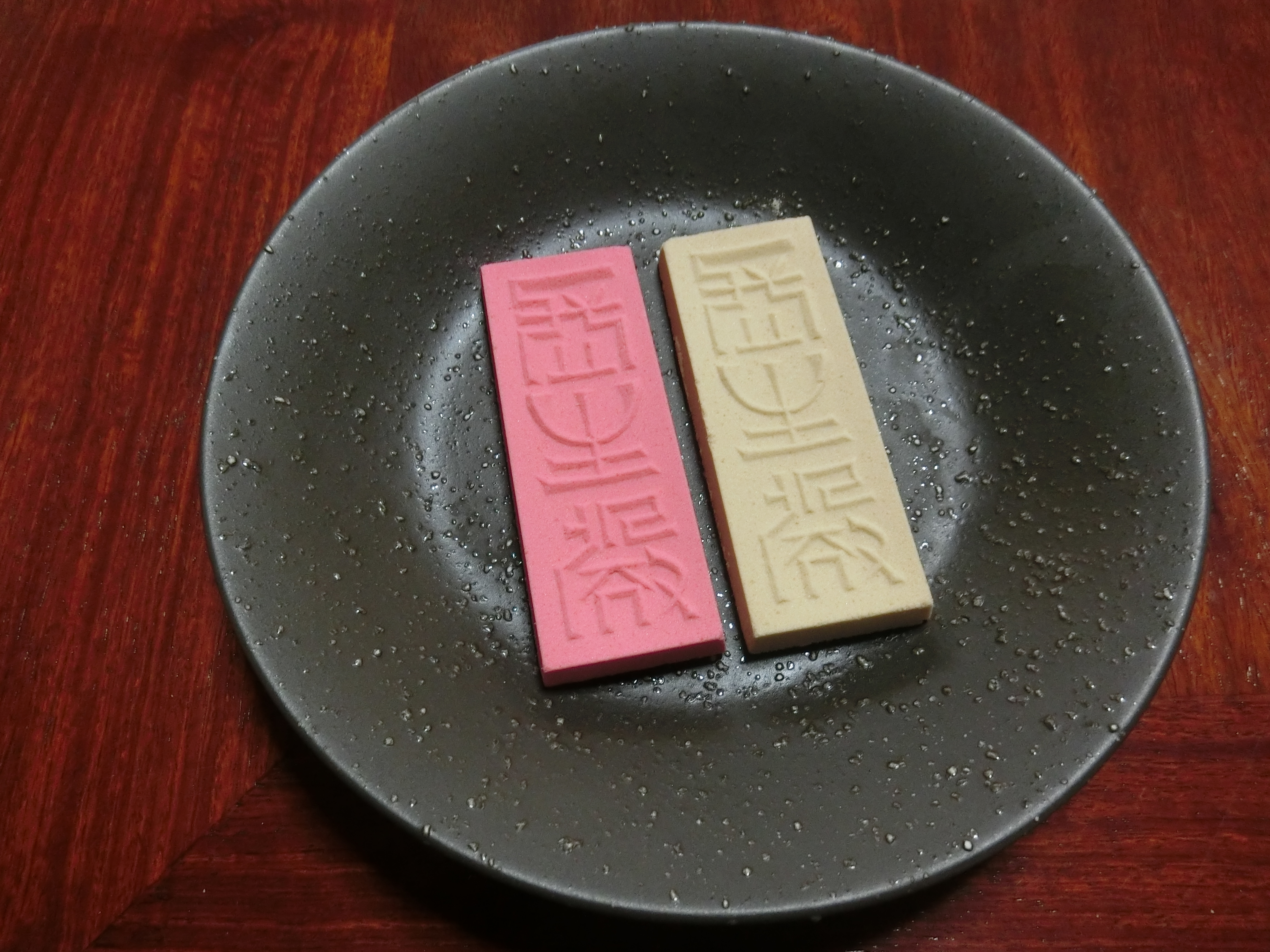
長生殿
日本三銘菓のひとつに数えられる。上質な和三盆糖をもちいた落雁の一種。
千歳
加賀一向一揆の兵糧に起源をもつ。こしあんを求肥で包み、和三盆糖の粉末をふってある。
黒羊羹
前田利家が創作を命じたと伝えられる。

## 店舗網
現在の店舗は、公式サイトの店舗情報を参照。

### 現在の店舗
直営店（石川県）
- 本店：金沢市大手町10番15号
  - 2011年2月7日に現店舗へ移転するまでは、1625年の創業以来の地である尾張町2-12-1にあった[8]。
- 専光寺工場直売店：金沢市専光寺町そ70番地（工場併設）
- ひがし三番丁店（旧店名：文政の菓子司）：金沢市東山一丁目13番9号
- ひがし二番丁店：金沢市東山一丁目24番6号
- うつわの器店：金沢市東山一丁目27番11号
- 大和店：金沢市香林坊一丁目1番1号 香林坊大和地階
- 金沢エムザ店：金沢市武蔵町15番1号 金沢エムザ地階
- 近江町店（旧店名：茶寮）：金沢市下堤町17番1号
- 金沢駅店：金沢市木ノ新保町1番1号 金沢百番街あんと内
- 金沢南店：金沢市八日市五丁目594番地3　
  - 旧野々市町（現：野々市市）横宮12-16にあった野々市店を2010年6月に移転したもの。

直営店（富山県）
- 富山大和店：富山市総曲輪三丁目8番6号 富山大和地階

直営店（東京都）
- 東京店：東京都千代田区神田神保町

### 過去の店舗
- 明治の菓子司：石川県金沢市尾張町二丁目9番10号
- 広坂店：石川県金沢市広坂一丁目1番54号
- 松任店：石川県白山市徳光町2398番地1 まっとう車遊館1階
- 小松大和店：石川県小松市宝町52番地 小松大和地階
- 富山店：富山県富山市桜町二丁目4番2号
- 新潟大和店：新潟県新潟市中央区古町通7番町952番地 大和新潟店内
- 室町店：東京都中央区日本橋室町四丁目2番14号

## 金沢菓子木型美術館

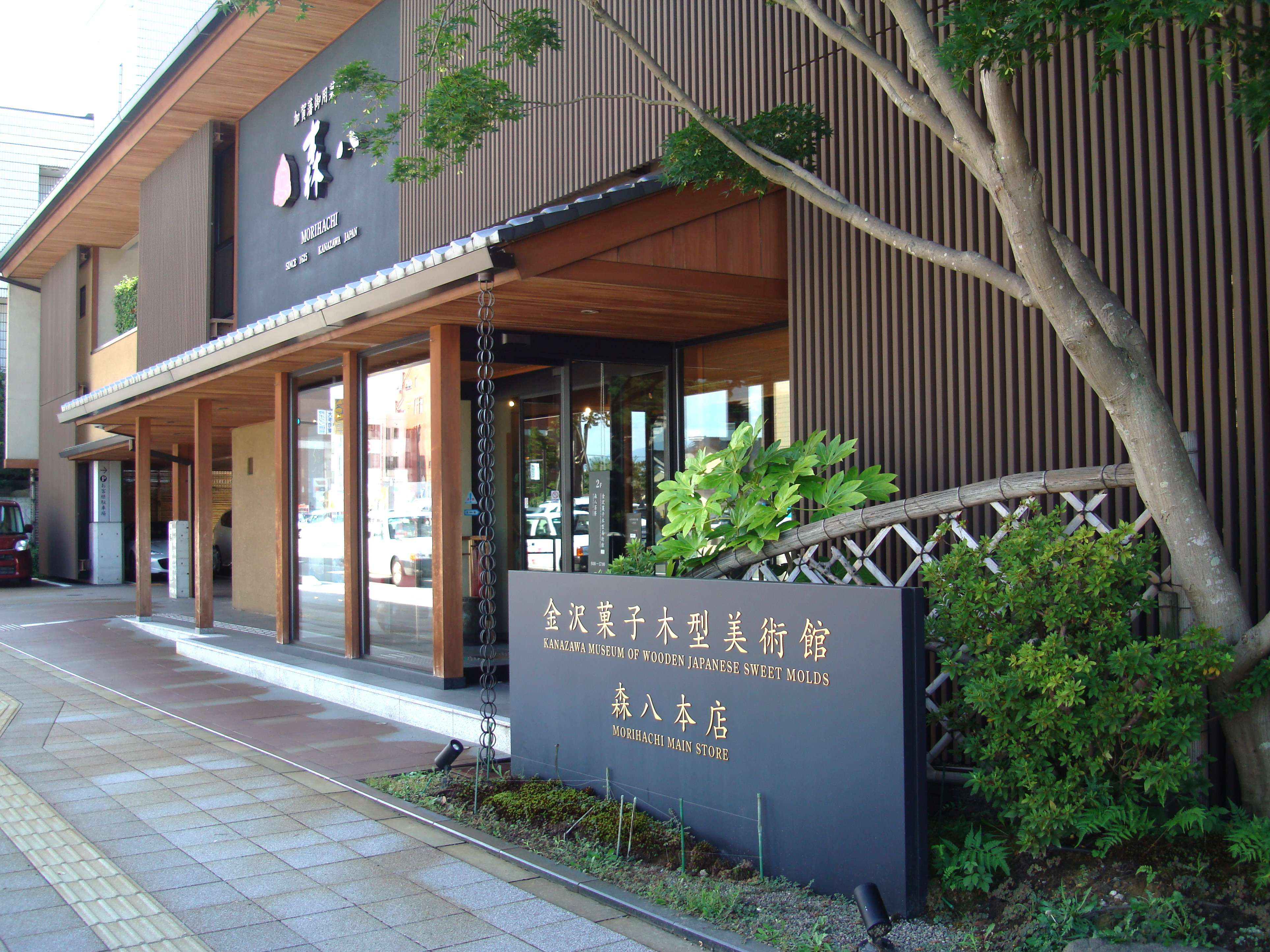
金沢菓子木型美術館

森八本店2階に開かれた美術館で、江戸時代から使われてきた菓子木型などを展示している。
2012年度グッドデザイン賞受賞。